# Theodor Tallqvist (läkare)

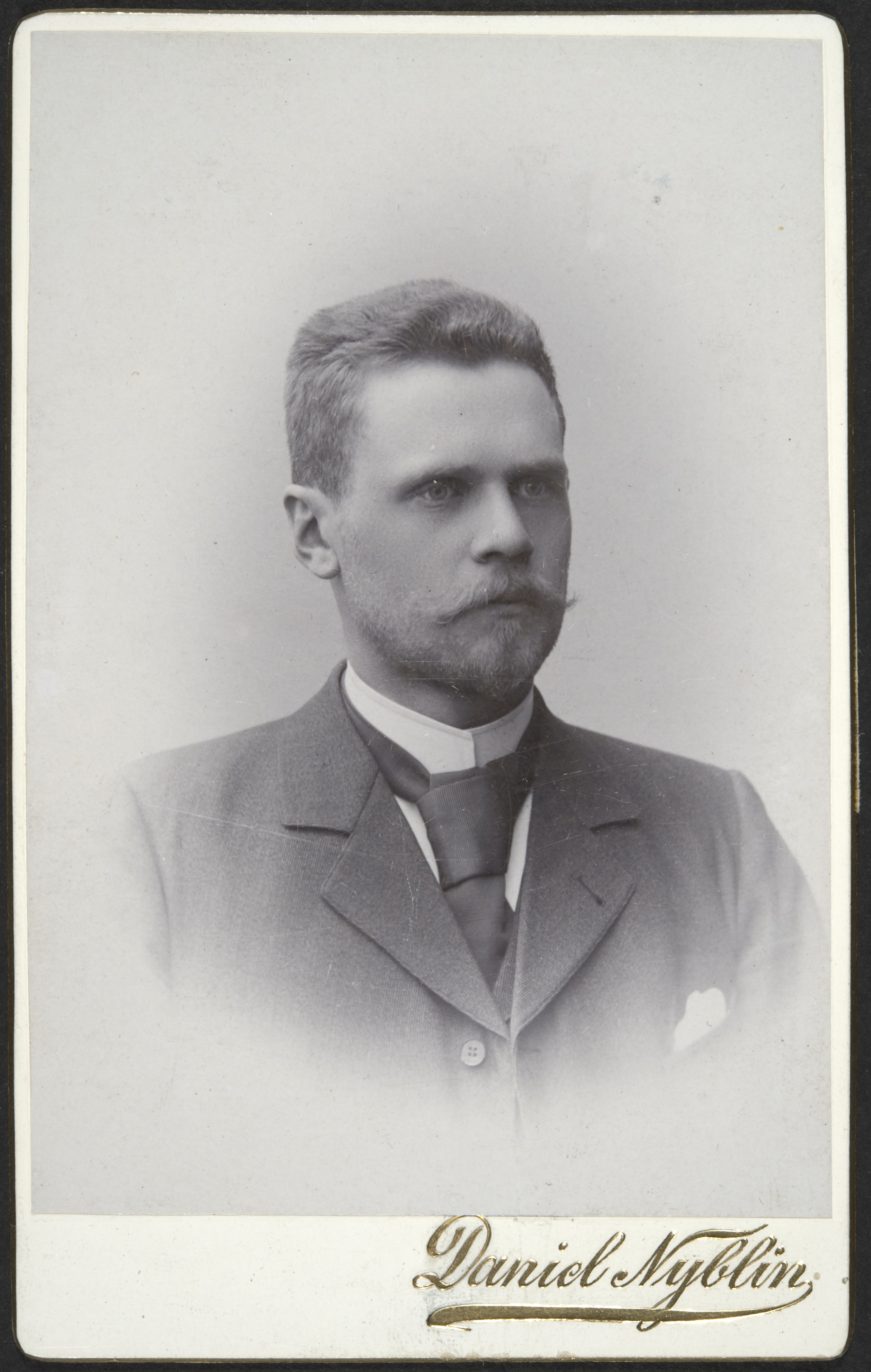
Theodor Tallqvist.

Theodor Waldemar Tallqvist, född 7 juni 1871 i Hausjärvi, död 24 juni 1927 i  Helsingfors, var en finländsk läkare. Han var son till ingenjören Theodor Tallqvist och bror till fysikern Hjalmar Tallqvist.
Tallqvist blev medicine och kirurgie doktor 1900 på avhandlingen Ueber experimentelle Blutgift-Anämien (1899), var stadsläkare i Borgå 1901–05 och utnämndes vid Helsingfors universitet till docent i inre medicin 1903 och till professor i medicinsk klinik 1910. 
Åren 1905–08 studerade Tallqvist med Rosenbergskt stipendium förnämligast vid danska statens seroterapeutiska institut; resultat därav blev bland annat flera undersökningar av den perniciösa anemins patogenes och av orsakerna till Botriocephalus-anemin. I "Lärobok i intern medicin" behandlade han avdelningen om blodsjukdomarna och mjältens sjukdomar. Finska läkaresällskapets Handlingar innehåller en stor mängd smärre avhandlingar av honom. Världsbekanta blev hans 1899 publicerade metod att direkt uppskatta blodets hemoglobinhalt och hans hemoglobinskala. 

## Utmärkelser
- Sankt Annas orden, tredje klass,  1915[1]
- Riddare av Nordstjärneorden,  1915[1]
- Kommendör av Nordstjärneorden,  1923[1]

[Redigera Wikidata]